# Mepraia
Mepraia is een geslacht van wantsen uit de familie van de Reduviidae (Roofwantsen). Het geslacht werd voor het eerst wetenschappelijk beschreven door Mazza in Gajardo & Jorg.

## Soorten
Het genus bevat de volgende soorten:

- Mepraia breyeri (Del Ponte, 1929)
- Mepraia eratyrusiformis (Del Ponte, 1929)
- Mepraia gajardoi Frias, Henry & Gonzalez, 1998
- Mepraia spinolai (Porter, 1934)